# Taxi (portugiesische Band)
Taxi (gelegentlich auch in der orthographisch korrekten Schreibweise Táxi) ist eine portugiesische Rock/Pop-Band.

## Geschichte
Die vier Männer aus Porto hatten sich über die Stationen Sticky Fingers (1974 gegründete Band) und danach Pesquisa (dt.: Forschung, 1975 gegründete Band) zusammengefunden. 1979, unter dem Eindruck der vielfältigen neuen Musikrichtungen nach der Punk-Explosion, formierten sie sich zu einer Mod-Band um, und nannten sich Taxi. Sie erhielten ein Angebot der PolyGram für ein Album, das jedoch an die Bedingung geknüpft war, dass sie fortan in Portugiesisch statt in Englisch singen mussten, was sie auch taten. Die erste Single Chiclete (dt.: Kaugummi) erreichte eine hohe Verbreitung und verkaufte sich über 50.000 Mal. Das erste Album Táxi wurde 1981 in Lissabon der Öffentlichkeit vorgestellt, im Vorprogramm von The Clash. Es wurde die erste Goldene Schallplatte der portugiesischen Rockmusik. Das 1982 erschienene Album Cairo (dt.: Kairo) kam mit einer an Filmdosen erinnernden, bedruckten Blechbüchse als Cover in den Handel und erreichte mit 15.000 verkauften Exemplaren Silberstatus.
Nach ihrer 1985 veröffentlichten, in Hamburg aufgenommenen Single Sózinho (dt.: Allein) erschien 1987 ihr erstes englischsprachiges Album, The Night. Angesichts des ausgebliebenen Erfolgs löste sich die Gruppe noch im gleichen Jahr auf.
1998 kam die Band wieder zusammen, um in Originalbesetzung auf dem Festival Roma Mega Rock aufzutreten. Im Februar 1999 erschien unter dem Titel O Céu Pode Esperar (dt.: Der Himmel kann warten) eine „Best-of“-Zusammenstellung, mit einem unveröffentlichten Stück aus den Hamburger Aufnahmen von 1985, welches dem Album den Namen gab. Ein Drum-and-Bass-Remix der Cooltrain Crew von Chiclete wurde zudem veröffentlicht und trug weiter zu einem wiedererwachten Interesse an der Band bei. In der Folge trat die Band wiederholt live auf, etwa in der Casa da Música oder beim Festival von Vilar de Mouros. 2009 veröffentlichte die Band ein neues Album, welches aber nicht an ihre frühen Erfolge anknüpfen konnte.

## Diskografie

### Alben
- 1981: Taxi
- 1982: Cairo
- 1983: Salutz
- 1987: The Night
- 1993: The Very Best of Taxi (Best of)
- 1999: O Céu Pode Esperar 2CD (Best of)
- 2009: Amanhã
- 2009: Ontém – O Melhor de Taxi (Best of)
- 2011: Bandas Míticas, vol. 6 (Best-of-Serie)

### Singles
- 1981: Chiclete / Vida de Cão (7")
- 1982: 1-2-Esq-Dto / Cairo (7")
- 1983: Sing Sing Clube / Novas Aventuras de Bingo Bongo / Instante (7"/12")
- 1985: Sózinho / In The Twinkling Of An Eye (7")